# Линия 9 (Стамбульский метрополитен)
Линия M9 (тур. M9 Ataköy-Olimpiyat) — линия Стамбульского метро. Была открыта 29 мая 2021 года. Заменила шаттл линии М3 (İkitelli Sanayi -- Olimpiyat). Находится на западе города Стамбула, в европейской части. Проходит от стадиона Олимпият до района Бакыркёй.

## Пересадки
| Пересадка на линию | Со станции      | На станцию      |
| ------------------ | --------------- | --------------- |
| Линия 3            | Икителли Санайи | Икителли Санайи |
| Линия 1            | Енибосна        | Енибосна        |

## Станции
- Ataköy (Пересадка: Marmaray)
- Enibosna (Пересадка: М1)
- Çobançeşme
- 29 Ekim Cumhuriyet
- Doğu Sanayi
- 15 Temmuz
- Halkalı Caddesi
- Atatürk Mahallesi
- Bahariye
- MASKO
- İkitelli Sanayi (Пересадка: М3)
- Ziya Gökalp Mahallesi
- Olimpiyat